# Distrito de la Comarca de Jerichow
El Distrito de la Comarca de Jerichow (en alemán Landkreis Jerichower Land) es un Landkreis (distrito) ubicado al nordeste del estado federal alemán de Sajonia-Anhalt. Los territorios vecinos son: al noroeste y al norte del distrito de Stendal, al nordeste el distrito de Havelland, al este el distrito de Potsdam-Mittelmark, al sur el distrito de  Anhalt-Bitterfeld, al sudoeste limita con el distrito de Salzland y la ciudad independiente de Magdeburgo así como al oeste con el distrito de Börde. La capital del distrito recae sobre la ciudad de Burg.

## Composición del distrito
91721 habitantes a 31 de diciembre de 2013
| Ciudades/Municipios - 1. Burg, ciudad (24.556) - 2. Elbe-Parey (7.738) - 3. Gommern, ciudad (11.219) |

Regiones administrativas
* Ubicación de la administración
| - 1. Verwaltungsgemeinschaft Biederitz-Möser 1. Biederitz (4.614) 2. Gerwisch (2.683) 3. Gübs (358) 4. Hohenwarthe (1.451) 5. Königsborn (607) 6. Körbelitz (506) 7. Lostau (1.916) 8. Möser * (2.626) 9. Pietzpuhl (240) 10. Schermen (1.590) 11. Woltersdorf (399) | - 2. Verwaltungsgemeinschaft Elbe-Stremme-Fiener [Sitz: Genthin] 1. Brettin (861) 2. Demsin (386) 3. Jerichow, Stadt (2.291) 4. Kade (749) 5. Karow (491) 6. Klitsche (369) 7. Nielebock (243) 8. Redekin (674) 9. Roßdorf (523) 10. Schlagenthin (818) 11. Wulkow (401) 12. Zabakuck (209) - 3. Verwaltungsgemeinschaft Genthin 1. Genthin, Stadt * (14.270) 2. Gladau (716) 3. Paplitz (364) 4. Tucheim (1.391) | - 4. Verwaltungsgemeinschaft Möckern-Fläming 1. Dörnitz (272) 2. Drewitz (404) 3. Grabow (712) 4. Krüssau (253) 5. Küsel (132) 6. Magdeburgerforth (248) 7. Möckern, Stadt * (6.673) 8. Reesdorf (169) 9. Reesen (551) 10. Rietzel (148) 11. Schopsdorf (291) 12. Stresow (141) 13. Theeßen (511) 14. Tryppehna (278) 15. Wallwitz (177) 16. Wüstenjerichow (126) 17. Zeddenick (150) |